# (19932) 1981 EU4
A (19932) 1981 EU4 a Naprendszer kisbolygóövében található aszteroida. Schelte J. Bus fedezte fel 1981. március 2-án.